# Riccia ciliifera
Riccia ciliifera là một loài rêu trong họ Ricciaceae. Loài này được Link ex Lindenb. mô tả khoa học đầu tiên.